# Орєхово (станція метро)
55°36′47″ пн. ш. 37°41′41″ сх. д. / 55.61306° пн. ш. 37.69472° сх. д.
«Орєхово» або «Оріхово» (рос. Орехово) — станція Замоскворіцької лінії Московського метрополітену. Розташована між станціями «Царицино» і «Домодєдовська», на території району «Орєхово-Борисово Північне» Південного адміністративного округу міста Москви. Станція відкрита 30 грудня 1984 у складі дільниці «Каширська»—«Орєхово».

## Вестибюлі і пересадки
Один з вестибюлів наземний, також вихід в місто здійснюється по підземному переходу на вулицю Баженова і на Шипиловський проїзд.
- Автобуси: 151к, 274, 275, 517, 704, 704к, 709, 711, 717, 758, 758к, 765

## Технічна характеристика
Конструкція станції — колонна трипрогінна мілкого закладення (глибина закладення — 9 метрів) з однією острівною прямою платформою. Збірні конструкції центрального прогону замінені монолітними оригінальної форми. На станції два ряди по 26 колон. Крок між колонами — 6,5 метрів.

## Оздоблення
Колони і колійні стіни оздоблені білим і сірим мармуром. У центрі стелі знаходиться ряд кесонів, в яких знаходяться світильники. Тема архітектурно-художнього оздоблення «Охорона природи» розкрита в литих бронзових скульптурах, що знаходяться у вестибулі над ескалаторами (автор Л. Л. Берлін).

## Колійний розвиток

Схема колійного розвитку станції Орєхово

Станція з колійним розвитком — 6 стрілочних переводів, перехресний з'їзд і 2 станційні колії для обороту та відстою рухомого складу.
За станцією розташовані тупики, що використовували для обороту потягів до продовження лінії на південний схід. Тепер їх використовують для технічного обслуговування та нічного відстою потягів, а також для обороту потягів у ранковий час пік і в разі нештатної ситуації на ділянці «Орєхово»-«Алма-Атинська».